# Бинерт, Теофил
Теофил Йоахим Генрих Бинерт (1833—1873) — ботаник и энтомолог из балтийских немцев, живший и работавший в основном на территории Российской Империи.

## Биография
Родился в Кандаве (ныне Латвия), учился в Митаве (Елгаве) и стал аптекарем. В 1858 переехал в Тарту (ныне Эстония) и работал в ботаническом саду. В 1858—1859 участвовал в экспедиции Русского географического общества в Хорасан. В 1872 покинул Тарту и переехал в Ригу, где занял пост в Рижском техническом университете.
В честь Бинерта назван ряд таксонов, например, род Bienertia, имя которому дал Александр Бунге или усач Бинерта (Prionus bienerti).

## Избранные труды
- Baltische Flora, enthaltend die in Esth-, Liv- u. Kurland wildwachsenden Samenpflanzen u. höheren Sporenpflanzen (1872)